# Callionima guiarti
Callionima guiarti là một loài bướm đêm thuộc họ Sphingidae, được tìm thấy ở Brasil. Nó được mô tả bởi Debauche vào năm 1934, và tương tự như Callionima parce, nhưng có màu nâu đồng nhất hơn.